# Kleine fijihoningeter
De kleine fijihoningeter (Foulehaio taviunensis) is een zangvogel uit de familie Meliphagidae (honingeters). De wetenschappelijke naam van de soort is voor het eerst geldig gepubliceerd in 1891 door Wiglesworth.

## Verspreiding en leefgebied
De soort komt voor in noordelijk Fiji op de eilanden Vanua Levu en Taveuni.